# Septime Le Pippre
 (mars 2012).
Si vous disposez d'ouvrages ou d'articles de référence ou si vous connaissez des sites web de qualité traitant du thème abordé ici, merci de compléter l'article en donnant les références utiles à sa vérifiabilité et en les liant à la section « Notes et références ».
Septime Le Pippre né le 13 février 1833 à Montfort-l'Amaury le mort le 22 janvier 1871 à Savigné-l'Évêque est un peintre et un officier subalterne français.

## Biographie

### Famille
Septime Émeric Marie Le Pippre est né le 13 février 1833 à Montfort-l'Amaury dans une famille de militaires. Son père Frédéric François Le Pippre (1796-1883) est lieutenant à l'état-major du 2e régiment de la garde royale (deuxième brigade), puis capitaine des gardes à pied ordinaires du corps du Roi. En 1830, il démissionne et est agriculteur au château de Morville et maire de la commune de Hanches. Sa mère, Élisabeth Augustine Groult des Rivières (1882-1844), est la fille cadette du général-comte Louis Groult des Rivières.

### Carrière de peintre
Septime Le Pippre veut devenir officier comme presque tous les membres de sa famille avant lui. Il échoue néanmoins à l'examen de Saint-Cyr et sa famille ne veut pas qu'il s'engage dans l'armée.[réf. nécessaire] Élève de Ferdinand Wachsmuth, Thomas Couture et de Charles Édouard Armand-Dumaresq, il expose à Paris des gravures au Salon de 1859 à 1866.
Septime Le Pippre donne des gravures à différents magazines illustrés, tels Le Magazine illustré, La Vie parisienne, Le Centaure, L'Autographe ou Le Monde illustré. Il envoie des vues de monuments à la revue Le Magasin pittoresque. 
Il réalise des portraits ou de la peinture décorative dans les châteaux. Il est surtout l'auteur de scènes pittoresques de la vie rurale, d’évocations historiques, de sujets militaires ou d’illustrations de la vie des classes moyennes, son amusant et nostalgique travail nous donne une synthèse de la vie rurale sous le Second Empire.[réf. nécessaire]
Septime Le Pippre est l'ami de Paul Lacroix et de beaucoup d'artistes[réf. incomplète].
Le musée d'Art et d'Histoire Baron-Gérard de Bayeux conserve une importante collection de dessins, gouaches, et peintures de Septime Le Pippre.

### La guerre franco-prussienne de 1870

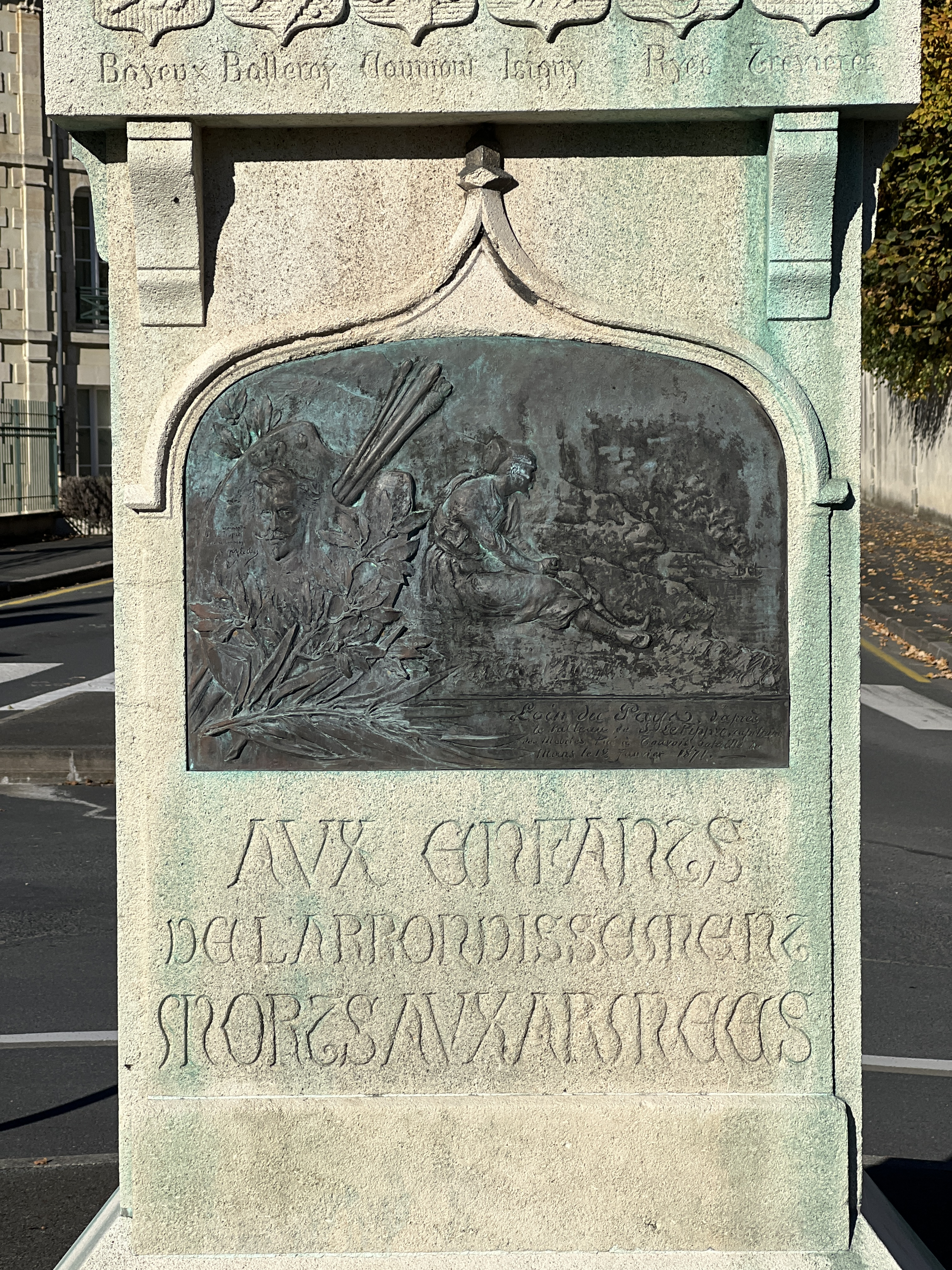
Arthur Le Duc, Loin du Pays (1909), bas-relief d'après Septime Le Pippre ornant le piédestal du Monument aux morts de 1870 de Bayeux.

Septime Le Pippre traite abondamment des scènes de la vie militaire, des uniformes, des Chouans, des batailles d'Algérie ou de Crimée qui vont précéder de bien réelles scènes de combats.
Il s’engage en 1869 comme capitaine dans le 15e bataillon de la Garde nationale mobile du Calvados. La guerre franco-prussienne éclate le 19 juillet 1870. Il se bat du côté de Dreux avec ses mobiles. Fatigué par la guerre, malade, il choisit de repartir combattre aux portes du Mans.
Septime Le Pippre est gravement blessé le 12 janvier 1871, pendant la bataille du Mans . Il meurt des suites de ses blessures dix jours plus tard à Savigné-l'Évêque. Sa dépouille est ramenée à Villiers-le-Sec (Calvados), où a lieu une grande cérémonie.
Gaston Lavalley dit de lui : « Le Pippre est emporté en pleine renommée. On le considérait déjà comme un maître. Ce fut une sorte de deuil national […] ».
Il figure sur deux monuments aux morts, ceux de Caen et Bayeux.

## Expositions
- «Septime Le Pippre, un Normand bien tranquille dans la tourmente de 1870», 2006, Courseulles-sur-Mer.
- La commune de Villiers-le-Sec commémore les 150 ans de sa mort lors d'animations et d'expositions en 2021[8]
- «Septime Le Pippre - Premières bandes dessinées normandes», Musée d'Art et d'Histoire Baron Gérard, du 01 Mai 2023 au 17 Août 2023.